# Marly-sous-Issy
Marly-sous-Issy è un comune francese di 102 abitanti situato nel dipartimento della Saona e Loira nella regione della Borgogna-Franca Contea.

## Società

### Evoluzione demografica
Abitanti censiti